# Flugplatz Uetersen/Heist

i7
i11
i13
Der Flugplatz Uetersen/Heist (früher auch Fliegerhorst Uetersen, ICAO-Code: EDHE) liegt in der Nähe der Stadt Uetersen im Kreis Pinneberg auf dem Gebiet der Gemeinden Heist und Appen. Der Verkehrslandeplatz ist mit 60.000 Flugbewegungen/Jahr einer der meistfrequentierten Flugplätze Deutschlands.

## Geschichte

### Gründung
Bereits um 1928 gab es Überlegungen, in Uetersen einen Segelflugplatz zu errichten, doch es dauerte noch einige Jahre, bis das erste Flugzeug starten konnte.
Im Juni 1933 startete das erste Segelflugzeug an einem Sonntagmorgen von einem Sportplatz mitten in Uetersen. Insgesamt wurden bis 1934 von diesem Platz 69 Segelflieger gestartet. Die größte Herausforderung war jedoch, dass man sich das Sportgelände mit den ansässigen Sportvereinen teilen musste und eine große Zahl Schaulustiger immer anwesend war.
Daraufhin sah man sich in der näheren Umgebung von Uetersen um, und dort einen geeigneten Platz zu finden, auf dem ein Flugplatz errichtet werden könnte. Als erstes wurde das Gebiet der Holmer Sandberge für geeignet befunden, doch auf Grund der Beschaffenheit des Geländes wurde das Vorhaben wieder verworfen. Unweit der Holmer Sandberge gab es noch die sogenannte Franzosenkoppel, eine große Heidefläche in der Appener und Heistmer Feldmark. Sie war nicht durch Hügel oder starken Baumwuchs unterbrochen und erwies sich als geeignet für den Bau des Flugplatzes. Nach zähen Verhandlungen mit mehreren Grundeigentümern wurde dieses Gebiet der Stadt Uetersen verkauft, die nun Eigentümer wurde. Am 22. März 1934 wurde mit den Arbeiten am „Segel-Sport-Flughafen“ begonnen. Bereits im Winter desselben Jahres waren sie abgeschlossen.
Mit dem ersten offiziellen Flugbetrieb wurde bereits während der Bauarbeiten im Oktober 1934 begonnen.

### Flugbetrieb und der Umbau zum Militärflugplatz
Wenige Monate später begannen die ersten Verhandlungen zum Bau eines Militärflugplatzes in der Nähe. Durch das Bestreben des damaligen Bürgermeisters von Uetersen und dem Gesetz über den Aufbau der Wehrmacht und Wiederherstellung der Wehrhoheit von 1935 wurde der Flugplatz zum Militärflugplatz umgestaltet. Im Sommer 1935 wurde die Rollbahn fertiggestellt. Am 25. Juli 1936 landete, wenn auch irrtümlich, das erste Motorflugzeug gesteuert von einem Flugschüler der Fliegerschule Magdeburg auf dem frisch planierten Rollfeld. Wenig später wurde auch mit dem Bau der Kasernen und Flugzeughallen begonnen. Am 3. Oktober 1936 bezog die Flieger-Ersatzabteilung 37 die neu errichteten Kasernen. Ende 1938 erfolgte die Umbenennung in die Flieger-Ersatz-Abteilung 32.

### Zeit während des Zweiten Weltkrieges

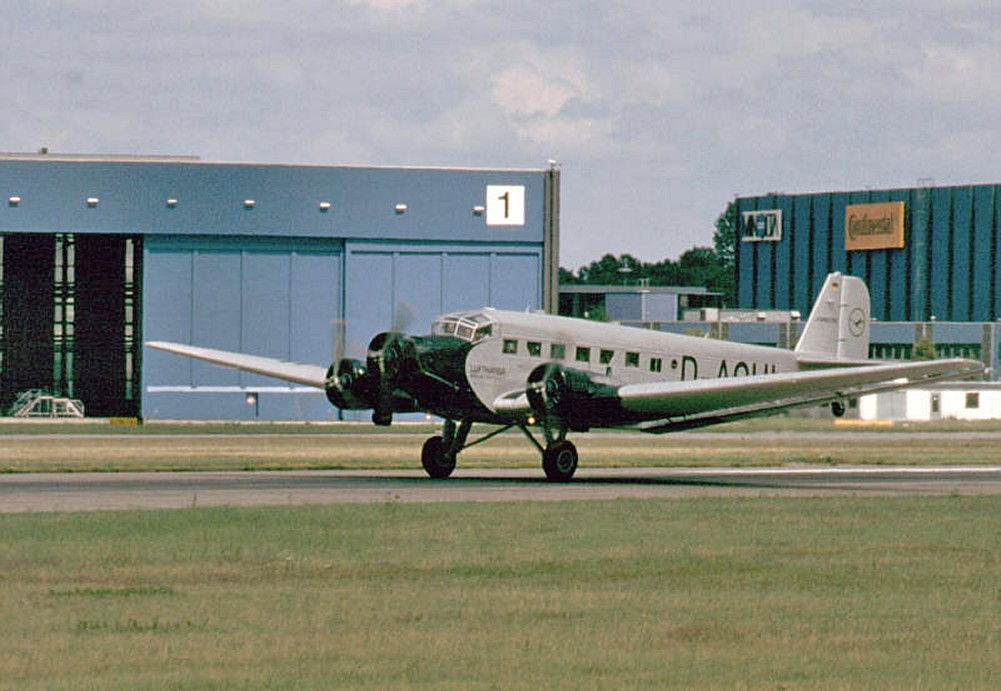
Junkers Ju 52/3m der Lufthansa

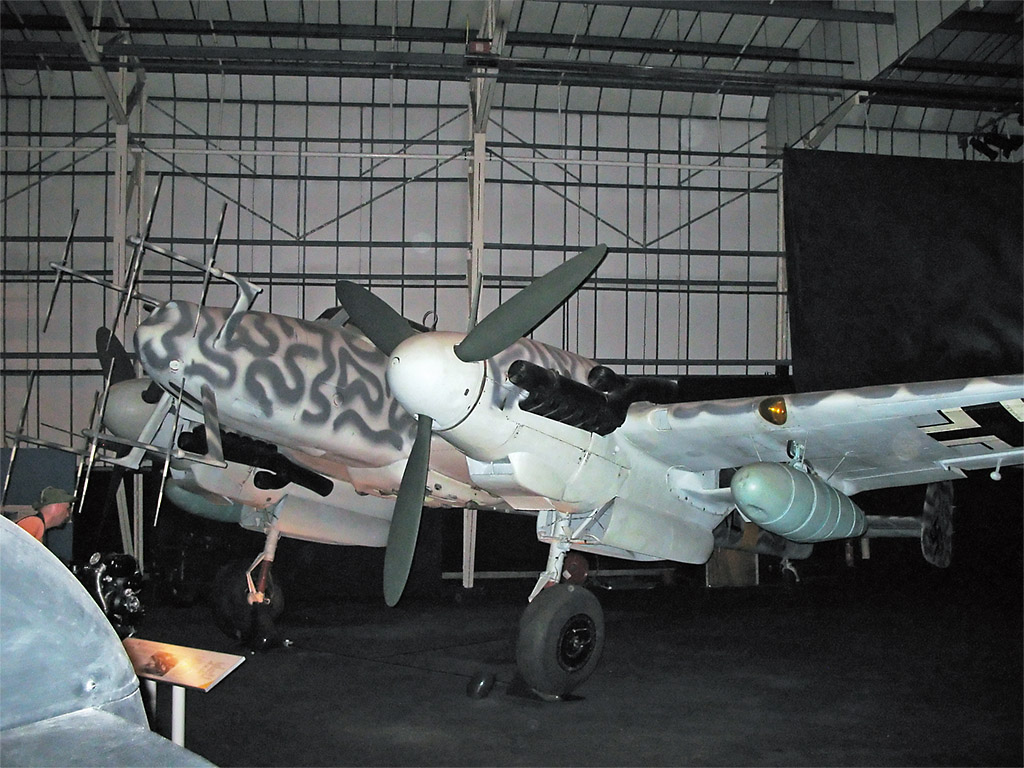
Messerschmitt Bf 110G-2

Nach dem Kriegsbeginn 1939 wurden Einsatztruppen von Fernaufklärern, Nachtjägern, Schlachtfliegern und Transportflugzeuge stationiert. Die Einheiten wurden unter anderen mit der Ju 52, Heinkel He 111 und mit der Messerschmitt Bf 109 und Bf 110 ausgerüstet. In dieser Zeit ereigneten sich mehrere Abstürze auf dem Flugplatzgelände, wobei auch Menschen ums Leben kamen.
Am 9. April 1940 starteten von hier aus die Angriffe auf Dänemark und Norwegen, Teil des groß angelegten deutschen Unternehmens Weserübung. In den frühen Morgenstunden starteten zwölf Ju 52-Transportflugzeuge des Kampfgeschwaders z.b.V. 1 mit der 4. Kompanie des Fallschirmjägerregiments 1. Der größte Teil der Fallschirmjäger wurde an der Storstrømsbroen zwischen Falster und Seeland eingesetzt, um dort die Brücke bis zum Eintreffen deutscher Bodentruppen zu sichern. Es war der erste Kampfeinsatz von Fallschirmtruppen aus der Luft in diesem Krieg. Am selben Tag starteten noch einmal über 100 andere Transportmaschinen vom Fliegerhorst. Sie flogen die zweite Welle bei der Eroberung der Flugplätze in Aalborg und des Flugplatzes im norwegischen Stavanger.
Obwohl der Platz nun überwiegend militärisch genutzt wurde, wurde der Flugplatz auch an das internationale Luftfrachtnetz angeschlossen. Die Deutsche Lufthansa eröffnete am 29. Januar 1940 die Luftfrachtstrecke Uetersen–Kopenhagen. Geflogen wurde diese Strecke täglich mit einer Junkers Ju 52. Am 3. März 1943 warfen Bomber der britischen Royal Air Force größere Mengen an Brand- und Sprengbomben auf den Flugplatz, als sie ihr Ziel, den Altonaer Bahnhof, mit der Stadt Wedel verwechselten. Sie richteten an den Gebäuden und dem Fluggelände erheblichen Schaden an. Weitere Bombenabwürfe folgten, wobei auch das Rollfeld beschädigt wurde.
Anfang Juli 1943 wurden dann die ersten Sturzkampfflugzeuge stationiert. In der Nacht zum 24./25. Juli 1943 wurde der Flugplatz erneut bombardiert. Es war der Beginn der Operation Gomorrha, dem schwersten Angriff in der Geschichte des Luftkrieges.

### Situation nach dem Krieg
Am 5. Mai 1945 besetzten britische Truppen den Flugplatz, den die Alliierten als Advanced Landing Ground ALG B-174 bezeichneten.
Die British Air Force of Occupation nutzte den Platz weiterhin, neben britischen Jagdflugzeugen lagen hier nach Kriegsende bis zu fünf Staffeln kanadischer Supermarine Spitfire des 126. Wing (Geschwader), die im März 1946 aufgelöst wurden. Von November 1948 bis März 1950 beheimatete RAF Uetersen die 85. Group, die während der Berliner Luftbrücke die von der United States Air Force benutzten RAF-Stationen verwaltete. Diese unterhielt eine Verbindungsstaffel, die mit verschiedenen Flugzeugtypen ausgerüstet war (Anson, Procter, Auster, Oxford, Spitfire, Dominie, Mosquito). Die Royal Air Force blieb anschließend noch bis Ende November 1955 in Uetersen.

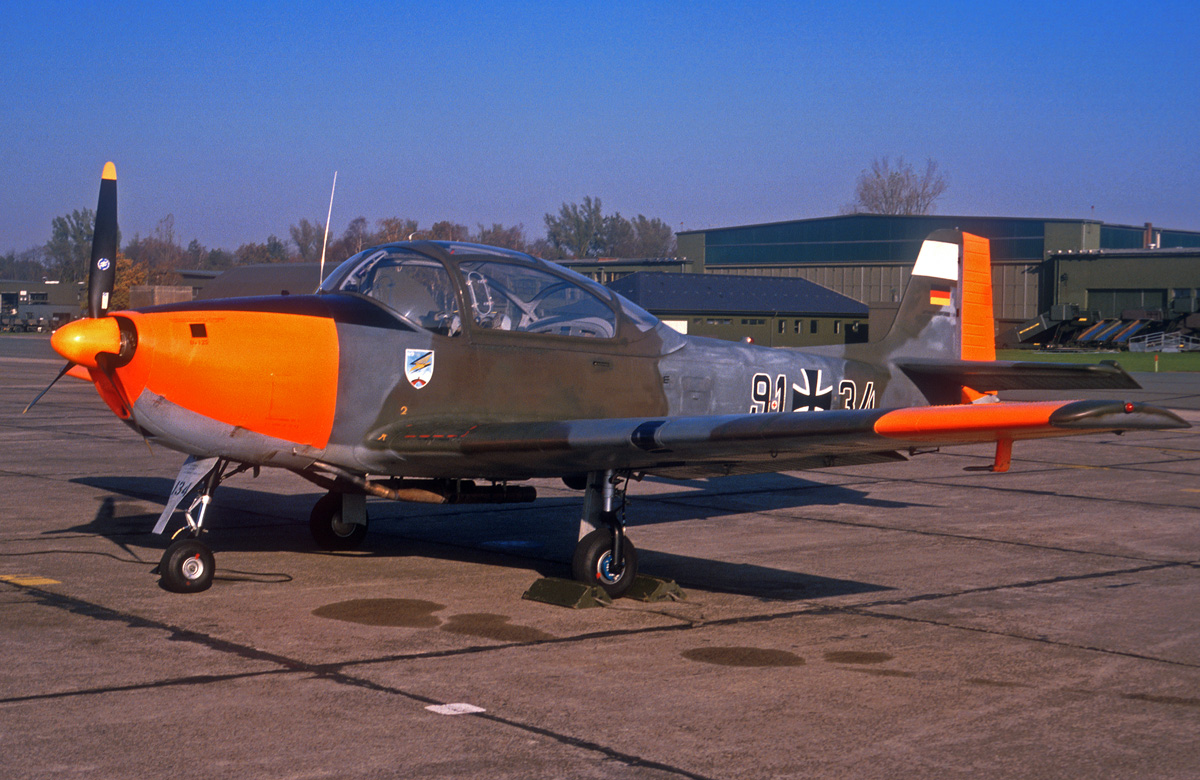
Piaggio P.149 der Luftwaffe

Nach dem Ende des Zweiten Weltkrieges war die deutsche Luftfahrt sehr eingeschränkt, die militärische Luftfahrt ganz verboten. Im Jahre 1955 wurde die Bundesrepublik Deutschland teilsouverän und die Bundeswehr gegründet. Als Teilstreitkraft entstand 1956 die neu aufgestellte Luftwaffe.
Im gleichen Jahr wurde auf dem Fliegerhorst Uetersen das Luftwaffenausbildungsregiment 1 gebildet. Am 19. Oktober 1956 fand hier die erste Vereidigung der neuen Soldaten statt. Im Mai 1958 wurde das Fluganwärterregiment in Uetersen aufgestellt. Für die Ausbildung der Piloten wurden Flugzeuge vom Typ Piper PA-18 und Piaggio P.149 eingesetzt, bis die Grundausbildung nach Fürstenfeldbruck verlegt wurde. Der militärische Flugbetrieb wurde danach eingestellt. Der Fliegerhorst wurde im Oktober 1975 nach dem Deutschen Flieger Hans-Joachim Marseille zur Marseille-Kaserne umbenannt. Auf dem Fliegerhorst verblieb nur die Sprachenschule und die Unteroffizierschule der Luftwaffe.

### Luftwaffenmuseum
Auf dem Flugplatz war auch des Luftwaffenmuseum Uetersen beheimatet, das 1956 entstand und 1995 in einer groß angelegten Aktion nach Berlin-Gatow verlegt wurde, wo das heutige Luftwaffenmuseum entstand.

### Zivile Nutzung nach dem Krieg

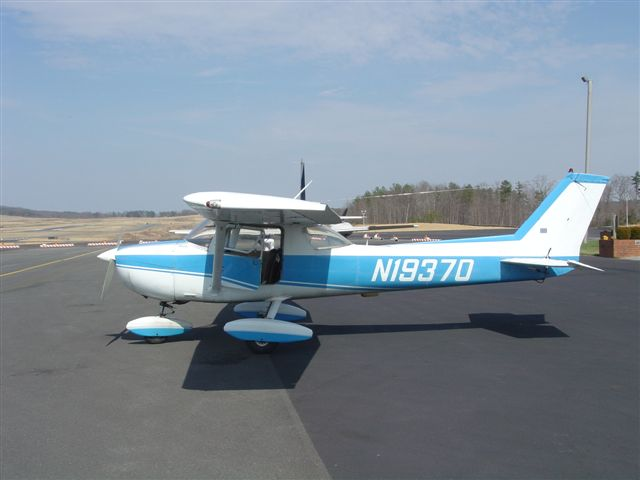
Cessna 150, das meistgenutzte Flugzeug auf dem VLP Uetersen

Mitte 1951 wurde durch die zuständige Luftfahrtbehörde in Kiel die Genehmigung zur Wiederaufnahme des Segelflugbetriebes erteilt. Der Segelflugbetrieb wurde zunächst nur an den Wochenenden durchgeführt, um den militärischen Flugbetrieb an Werktagen nicht zu stören. Die Gemeinde Heist stellte 1957 der neu gegründeten Flugplatzgemeinschaft westlich des Flugfeldes ein Gelände zum Bau einer Flugzeughalle mit Turm zur Verfügung. Im Jahr 1965 durften sich auch die Motorflieger ansiedeln.
Der Segelflugbetrieb konnte zunächst nur auf der Südseite des Platzes durchgeführt werden, da die Luftwaffe parallel zum Rollfeld auf der Nordseite den militärischen Flugbetrieb durchführte. Ab 1965 teilte sich das Militär das Rollfeld mit den ersten Motorfliegern. Die Flugleitung für den zivilen Betrieb war zunächst in einer Baracke in einer Ecke des Platzes untergebracht. Nach Beendigung des militärischen Flugbetriebes 1972 wurde der Motorflug auf die Südseite und der Segelflug auf die Nordseite verlegt. Nach dieser Neuordnung entstand auch das jetzige Flugplatzgebäude mit Turm und Restaurant.

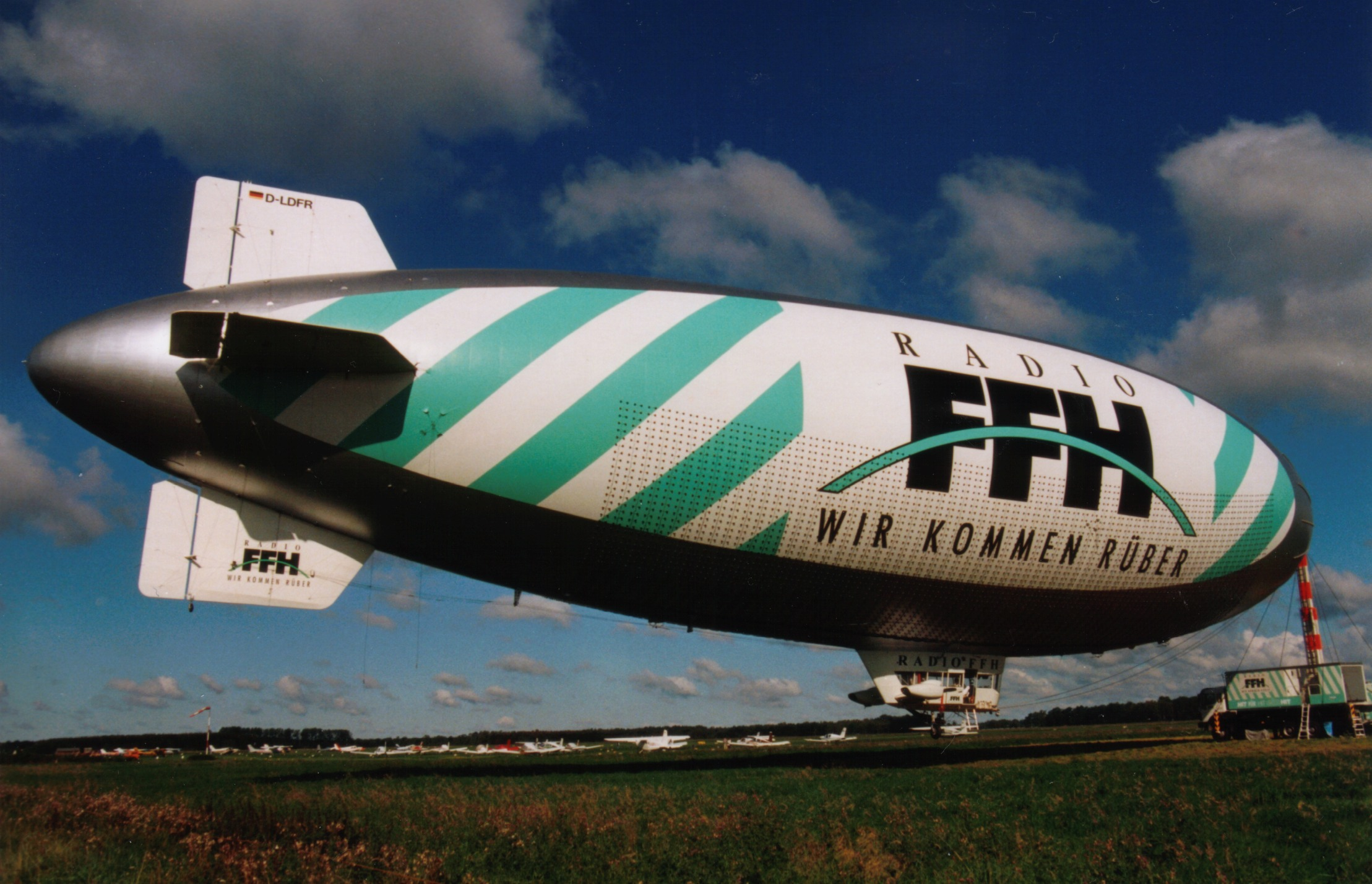
Blimp D-LDFR auf dem VLP Uetersen

In den 1970er Jahren war erstmals ein Blimp in Uetersen zu Gast. Es handelte sich um das Luftschiff N2A der Firma Goodyear.

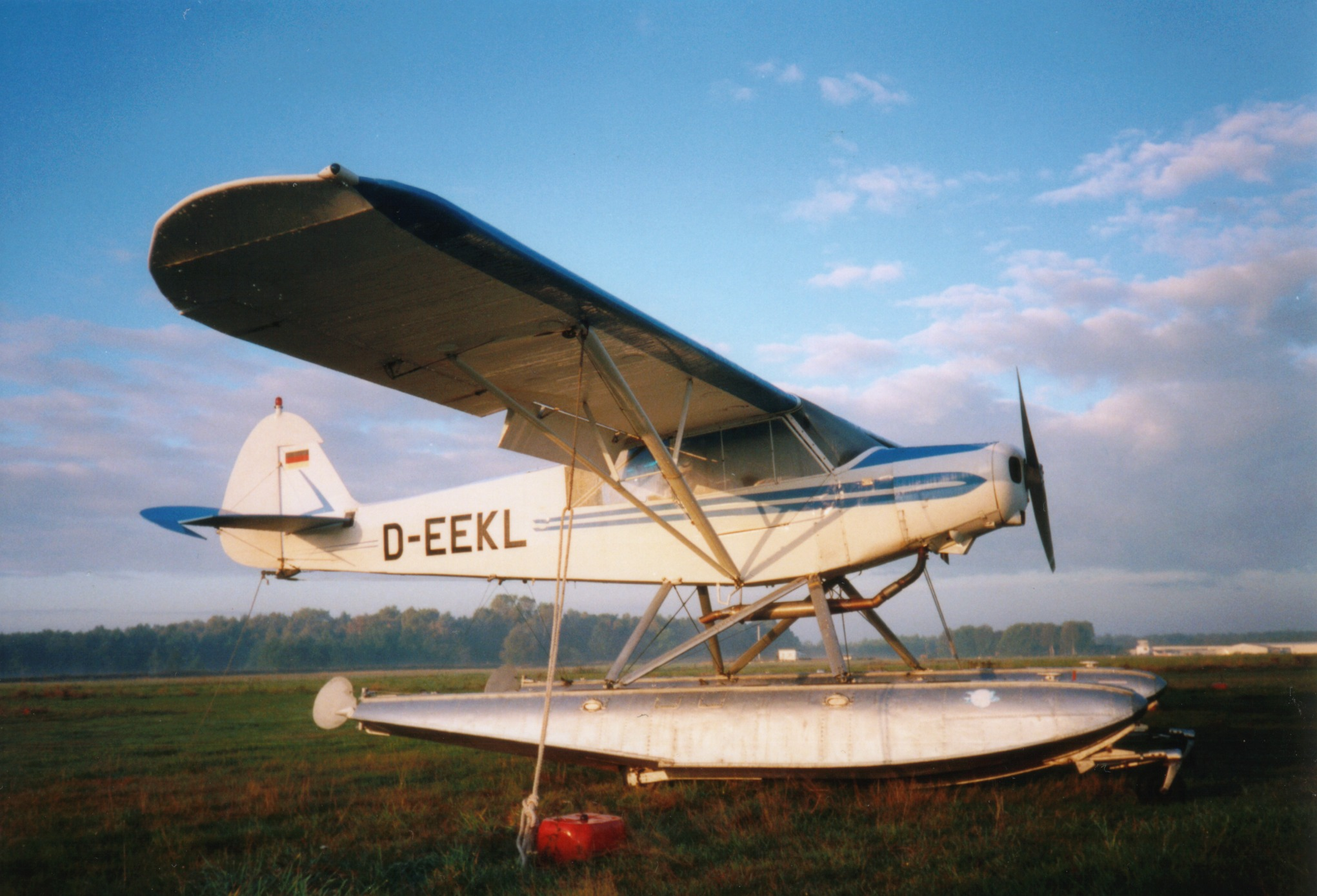
Piper PA-18 mit Schwimmern auf dem Flugplatz Uetersen

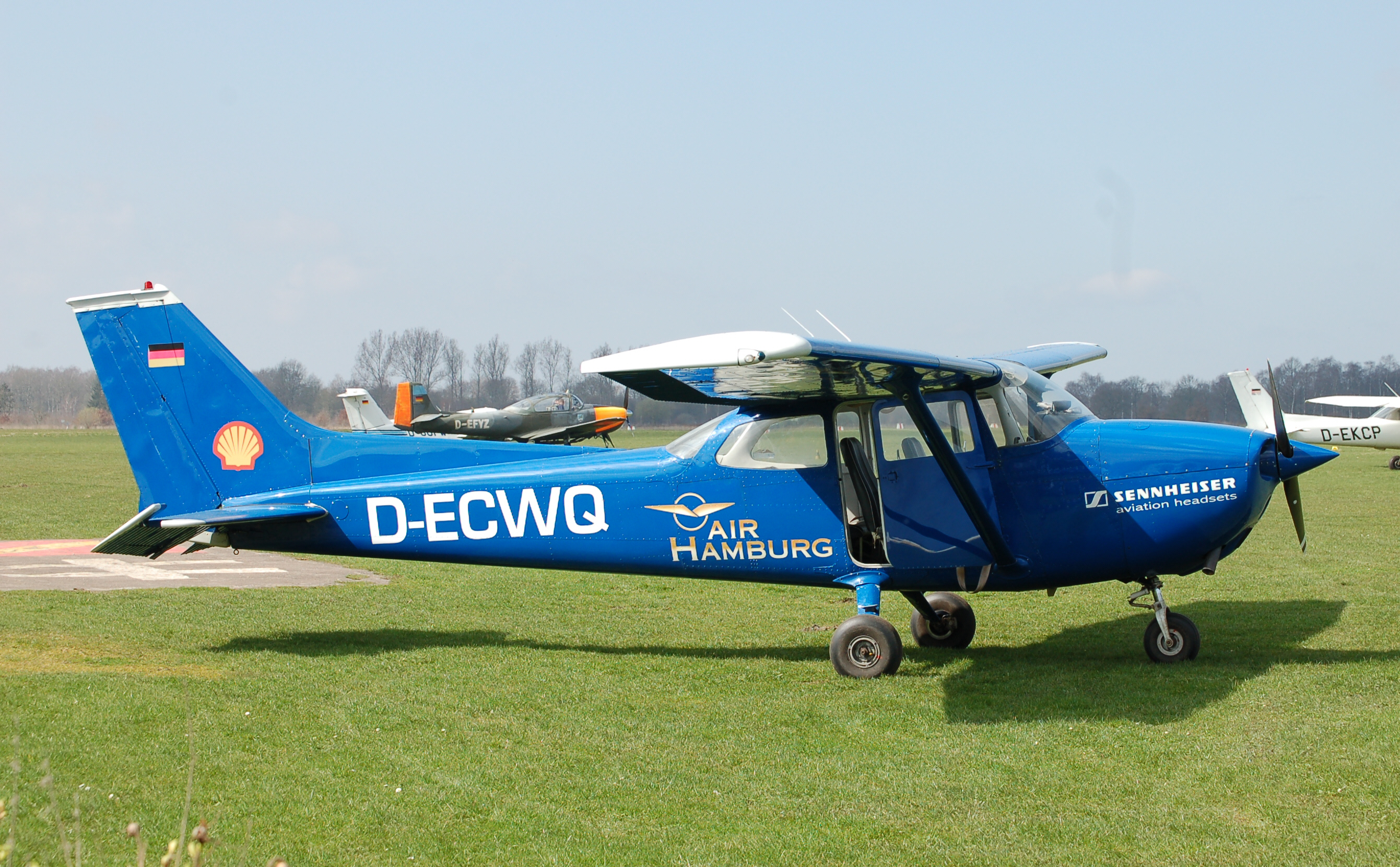
Cessna 172 von Air Hamburg

Im Jahre 1987 wurde der Flugplatz weltbekannt, als der bislang unbekannte Privatpilot Mathias Rust von hier mit einer Cessna 172 seinen Flug nach Moskau startete, um dort neben dem Roten Platz zu landen.

## Gegenwart
Der heutige Flugplatz wird ausschließlich zivil genutzt. Folgende Luftsportvereine sind dort vertreten und gleichzeitig zu je 25 % Gesellschafter der Flugplatz Uetersen GmbH:
- Luftsportverein Kreis Pinneberg e. V. LSV (Segelflug)
- Segelflug-Club Uetersen e. V. SCU (Segelflug)
- Aero-Club Pinneberg e. V. (Motorflug)
- Hamburger Luftsport e. V. (Dachverein einiger Hamburger Luftsportvereine, Motor- und Segelflug)

## Zwischenfälle
Der Flugplatz Uetersen hat in seiner Geschichte mehrere Zwischenfälle zu verzeichnen:
- Am 20. Dezember 1947 fiel an einer Douglas DC-3/C-47B der britischen Royal Air Force (RAF) (Luftfahrzeugkennzeichen KN439) im Anflug auf den Flugplatz Uetersen bei schlechtem Wetter ein Triebwerk aus. Der Kommandant verlor die Kontrolle über das Flugzeug. Es kam zu einer Bruchlandung im Gelände, bei der das Flugzeug irreparabel beschädigt wurde. Alle acht Insassen überlebten den Unfall.[4]
- Am 29. Juli 1999 stürzte eine Cessna 152 bei einem Durchstartmanöver im Landeanflug ab, ein Fluglehrer in der Maschine starb, ein Flugschüler überlebte schwer verletzt.[5]
- Am 12. Februar 2000 stürzte eine Ruschmeyer R90 im Gegenanflug auf die Landebahn 27 aus ungeklärter Ursache ab. Alle 3 Insassen wurden getötet.[6]
- Am 2. September 2009 überschlug sich eine Robinson R22 im Schulungsbetrieb kurz nach dem Abheben. Der Hubschrauber wurde komplett zerstört, der Pilot konnte sich unverletzt aus dem Wrack befreien.[7]
- Am 18. März 2010 stürzte eine Cessna 152 (D-EPIA) im Endanflug auf den Flugplatz aus geringer Höhe auf die Landebahn. Einer der beiden Insassen wurde bei dem Unfall leicht verletzt. Das Flugzeug wurde irreparabel beschädigt.[8][9]
- Am 7. August 2013 stürzte eine Cessna 172 nach dem Start in ein nahegelegenes Waldstück. Beide Insassen kamen dabei ums Leben.[10][11]